# متحف ألارد بيرسون

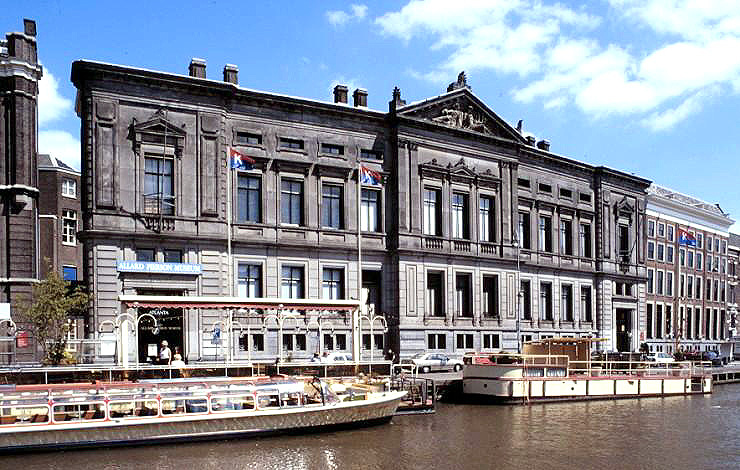
The Allard Pierson Museum

متحف ألارد بيرسون (بالهولندية Allard Pierson Museum) هو متحف للآثار تابع لجامعة أمستردام الهولندية.
يقدم المتحف روائع تاريخية من علم المصريات,علم الأساطير اليونانية، المصنوعات اليدوية الاغريقية والرومانية. كما تُعرض بهذا المتحف العديد من القطع الأثرية كثقافة البحر المتوسط. يرجع تاريخ المجموعة المعروضة إلى عام 4000 ق.م.حتي عام500 بعد الميلاد، ويعطي لزائر المتحف فكرة شاملة عن الحياة في العصر القديم.

## معرض صور

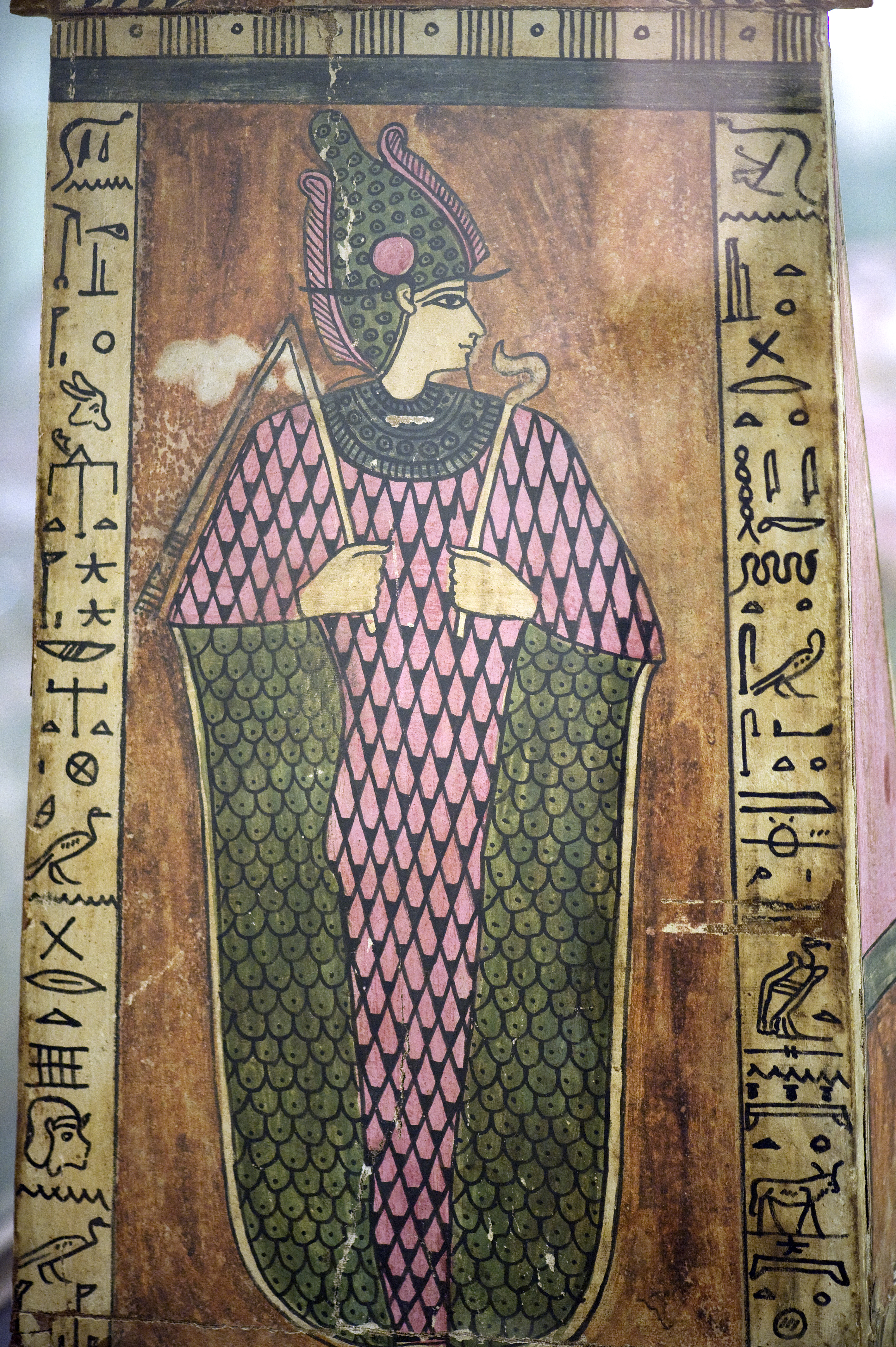
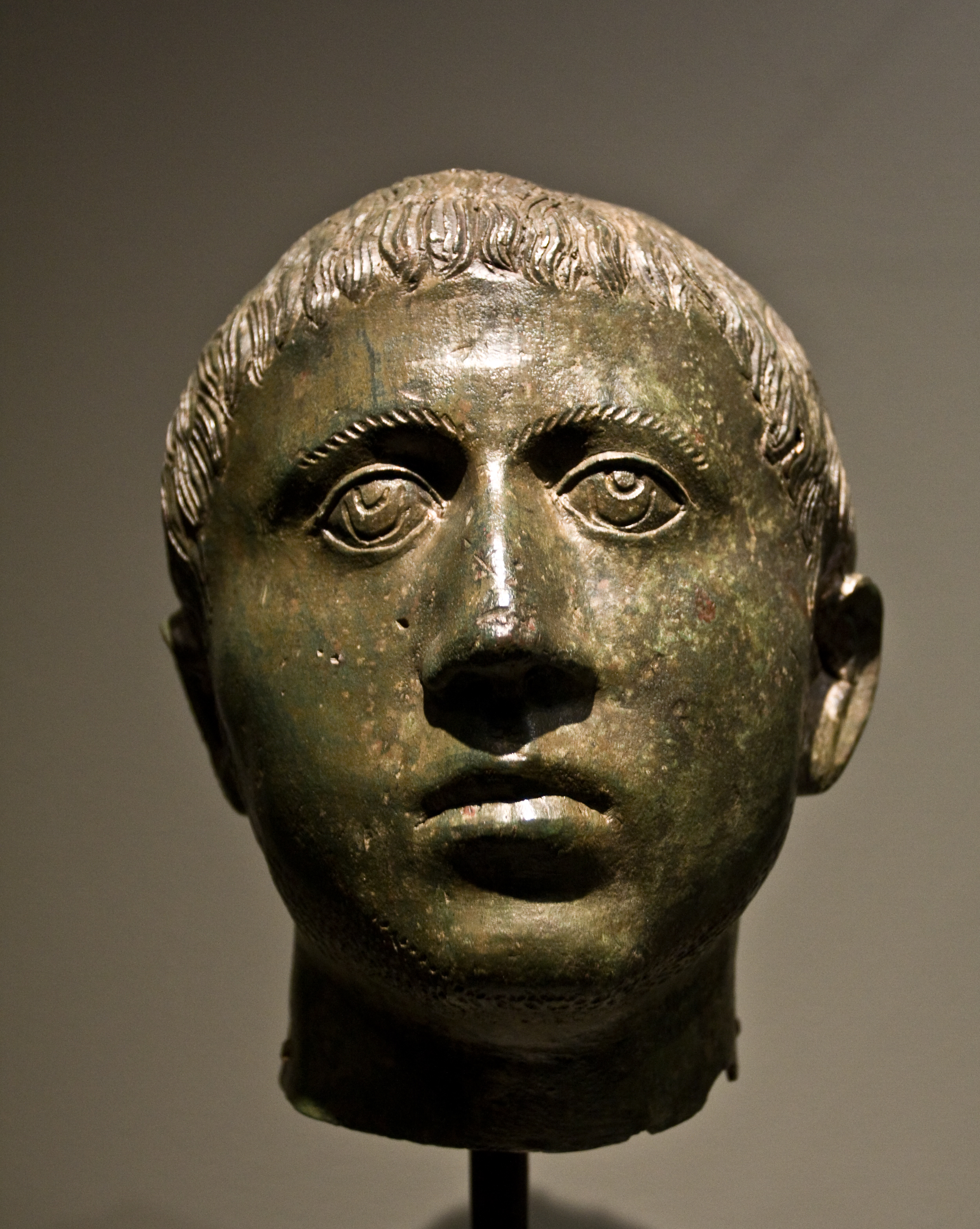
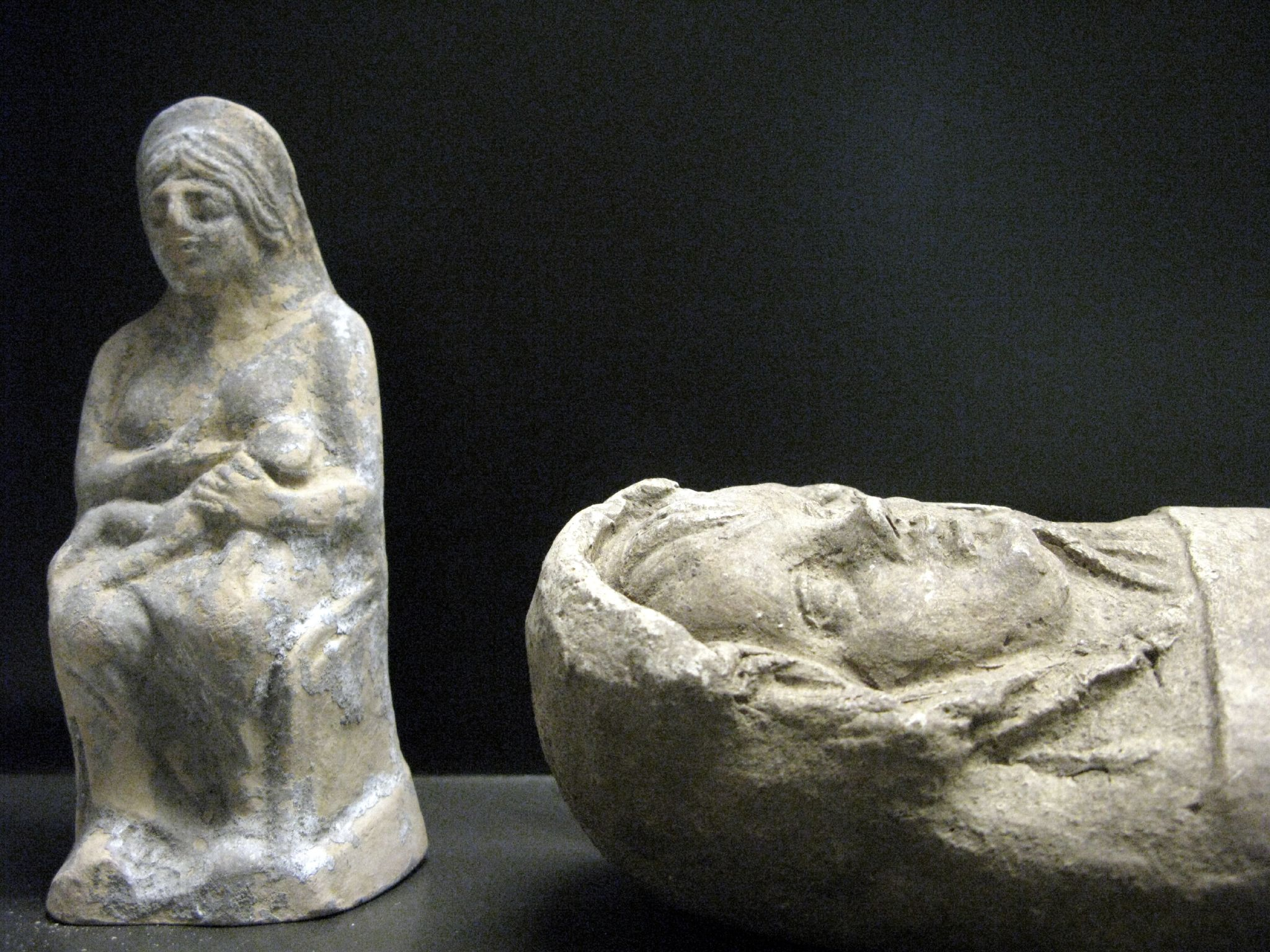
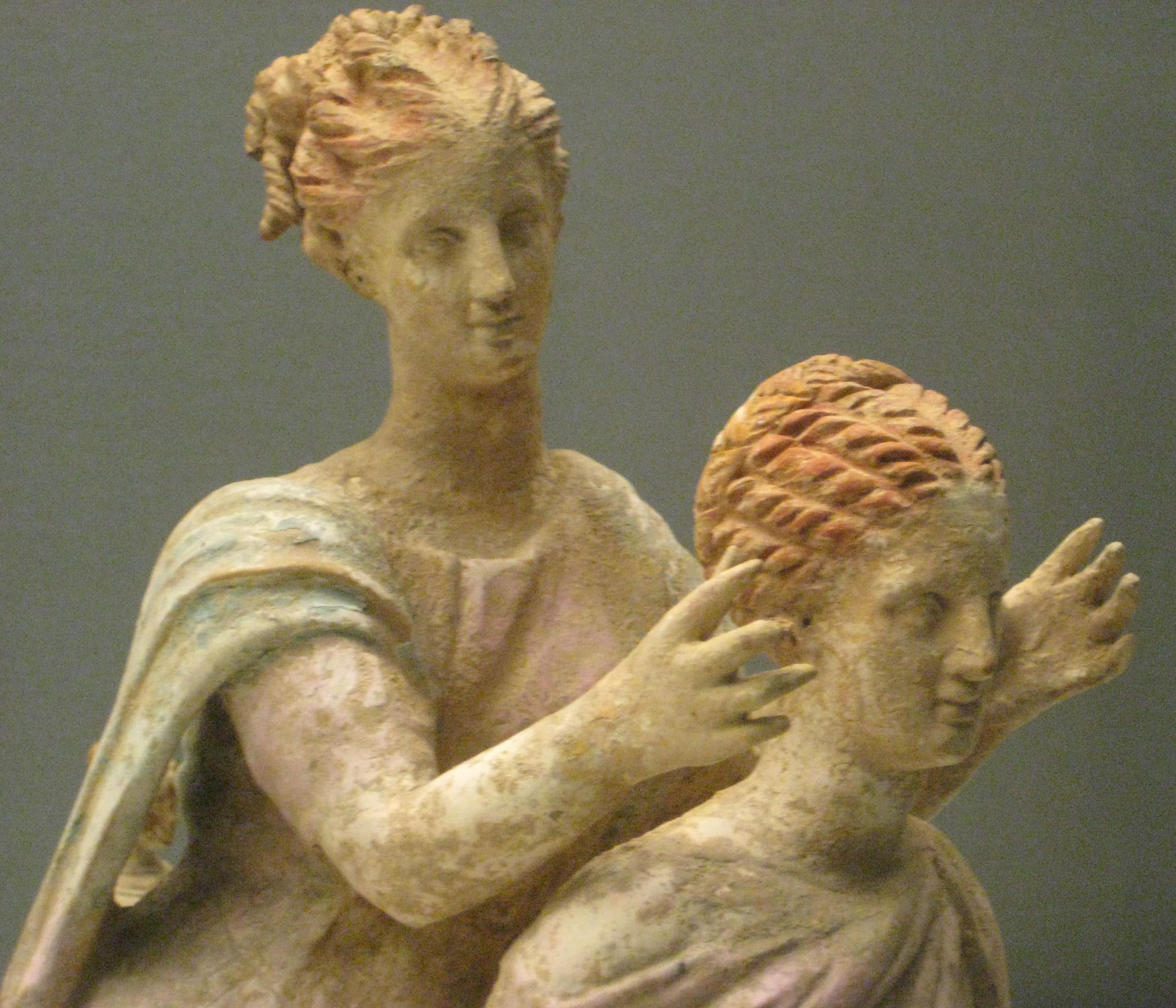

## وصلات خارجية
- Allard Pierson Museum (هول., أنج.)

لم يتم العثور على روابط لمواقع التواصل الاجتماعي.